# Michaël Jérémiasz
Michaël Jérémiasz (Parijs, 15 oktober 1981) is een Frans rolstoeltennisspeler.

## Sportloopbaan
Jérémiasz won in het dubbelspel alle vier grandslamtoernooien en het Wheelchair Tennis Masters en de gouden medaille op de Paralympische Zomerspelen.
In 2005 bereikte hij de eerste plaats op de wereldranglijst in zowel het enkelspel als in het dubbelspel.
In het enkelspel won hij één grandslamtoernooi de Australian Open in 2006. Roland Garros organiseerde in 2007 voor het eerst een rolstoeltoernooi, Wimbledon wachtte tot 2016 om het enkelspeltoernooi te organiseren.

## Resultaten grandslamtoernooien
| Legenda | Legenda                          |
| ------- | -------------------------------- |
| g.t.    | geen toernooi gehouden           |
| l.c.    | lagere categorie                 |
| –       | niet deelgenomen                 |
| G       | uitgeschakeld in de groepsfase   |
| 1R      | uitgeschakeld in de eerste ronde |
| 2R      | uitgeschakeld in de tweede ronde |
| 3R      | uitgeschakeld in de derde ronde  |
| 4R      | uitgeschakeld in de vierde ronde |
| KF      | uitgeschakeld in de kwartfinale  |
| HF      | uitgeschakeld in de halve finale |
| F       | de finale verloren               |
| W       | het toernooi gewonnen            |
| w-v     | winst/verlies-balans             |

### Enkelspel
- De kwartfinale is doorgaans de eerste ronde.

| toernooi        | 2003 | 2004 | 2005 | 2006 | 2007 | 2008 | 2009 | 2010 | 2011 | 2012 | 2013 | 2014 | 2015 | 2016 |
| --------------- | ---- | ---- | ---- | ---- | ---- | ---- | ---- | ---- | ---- | ---- | ---- | ---- | ---- | ---- |
| Australian Open | F    | –    | HF   | W    | F    | F    | HF   | –    | –    | –    | KF   | KF   | –    | –    |
| Roland Garros   | g.t. | g.t. | g.t. | g.t. | HF   | –    | HF   | –    | KF   | KF   | KF   | –    | KF   | KF   |
| Wimbledon       | g.t. | g.t. | g.t. | g.t. | g.t. | g.t. | g.t. | g.t. | g.t. | g.t. | g.t. | g.t. | g.t. | –    |
| US Open         | –    | g.t. | F    | F    | KF   | g.t. | –    | –    | –    | g.t. | HF   | KF   | KF   | g.t. |

### Dubbelspel
- De halve finale is doorgaans de eerste ronde.

| toernooi        | 2005 | 2006 | 2007 | 2008 | 2009 | 2010 | 2011 | 2012 | 2013 | 2014 | 2015 | 2016 |
| --------------- | ---- | ---- | ---- | ---- | ---- | ---- | ---- | ---- | ---- | ---- | ---- | ---- |
| Australian Open | –    | F    | HF   | HF   | –    | –    | –    | –    | W    | HF   | –    | –    |
| Roland Garros   | g.t. | g.t. | W    | –    | W    | –    | HF   | F    | HF   | F    | HF   | F    |
| Wimbledon       | g.t. | g.t. | g.t. | g.t. | W    | –    | F    | W    | HF   | –    | F    | –    |
| US Open         | W    | W    | F    | g.t. | –    | –    | –    | g.t. | W    | HF   | F    | g.t. |